# Martin Weber
Martin Weber (né le 15 avril 1954 à Pappenheim) est un ancien sauteur à ski allemand.

## Palmarès

### Jeux olympiques
| Épreuve / Édition | Lake Placid 1980 |
| Petit Tremplin    | 11e              |

### Coupe du monde
- Meilleur classement final : 26e en 1980.
- 1 victoire.

#### Saison par saison
| Année | Lieu                     |
| 1980  | Bischofshofen (Autriche) |